# Italica (Espagne)
Pour les articles homonymes, voir Italica.
Italica est une ancienne ville romaine de la province de Bétique, située sur la municipalité actuelle de Santiponce (province de Séville, Andalousie, Espagne). Fondée en 206 av. J.-C. par Scipion l'Africain, elle atteint son apogée sous les règnes de Trajan et Hadrien, dont les familles sont installées dans la cité depuis un siècle ou deux.

## Histoire

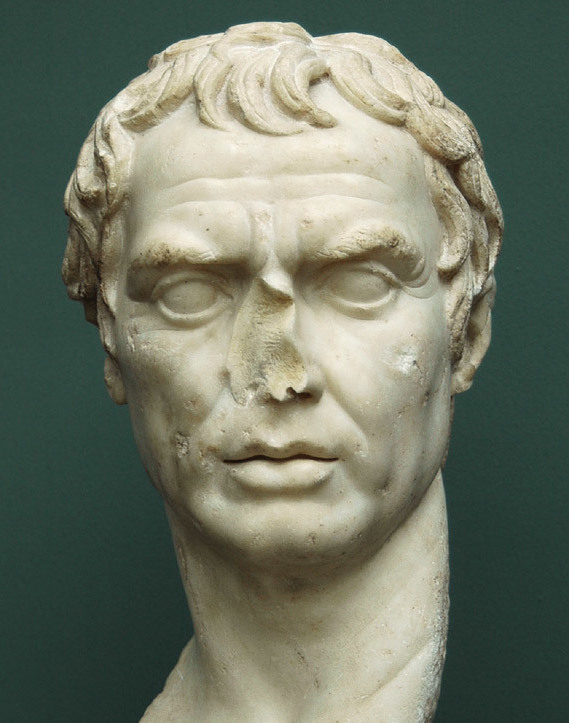
Buste de Scipion l'Africain.

### Fondation
Italica est la première ville romaine fondée en Hispanie (ainsi qu'en dehors de l'Italie), par Scipion l'Africain. Pendant les dernières années de la deuxième guerre punique, Scipion répartit entre les soldats de ses légions des parcelles de terre dans la vallée du fleuve Bétis (actuel Guadalquivir), ce qui fait qu'Italica naquit comme une ville de vétérans et de soldats romains et alliés italiens blessés ou malades (vicus civium romanorum) après la Bataille d'Ilipa, sur la berge ouest du Bétis en 206 av. J.-C.,. Selon Daniel Nony, c'est « un lazaret de campagne, pouvant devenir garnison face aux incursions des Lusitaniens par exemple ».
La ville est fondée sur un habitat indigène des Turdétans, dont le nom est inconnu, et qui remonte au moins au Ve siècle av. J.-C. Des dépôts et indices datent d'une occupation antérieure, entre la culture d'El Argar (1800 - 1300 av. J.-C.) et la colonisation grecque (VIIe siècle av. J.-C.), probablement entre le VIIIe siècle av. J.-C. et le Ve siècle av. J.-C. au Cerro de la Cabezza. Les Turdétans sont installés sur la colline Cerro de San Antonio, sous l'actuelle ville de Santiponce.

### Sous la République romaine
Il se peut que le statut de la ville, peu de temps après sa fondation, soit une colonie latine, et le plan de la ville originale soit celui d'un camp romain, comme c'est de coutume pour les colonies militaires de l'époque en Italie.
À une date inconnue, Italica obtient le statut de municipe de droit romain (municipium civium Romanorum). Il n'y a pas de preuve de ce nouveau statut avant l'époque de la Guerre sociale. Cela date peut-être de la période césaro-augustéenne, et de 45 av. J.-C., lors de la dernière campagne de Jules César en Hispanie qui se conclut à la bataille de Munda, non loin d'Italica. Il s'agit peut-être dans ce cas d'une récompense pour le soutien de la ville contre les Républicains dans la récente guerre civile.

### Sous l'Empire romain
La cité a le droit de frapper monnaie sous Auguste, comme l'en attestent des monnaies retrouvées datant de son règne et de celui de son successeur, Tibère. Les premiers monuments sont érigés durant le règne d'Auguste. Les travaux de construction ont commencé avec le théâtre.

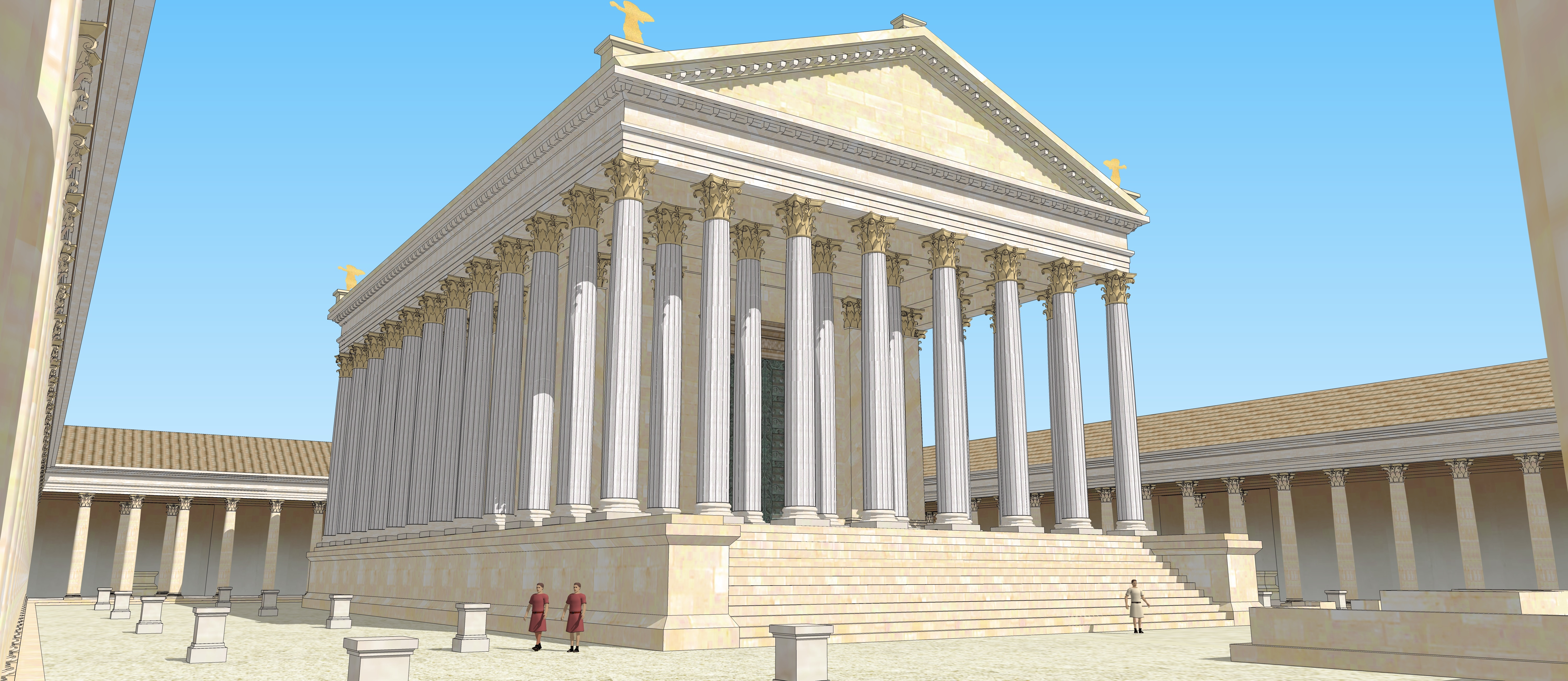
Restitution du Traianeum à Italica

La ville atteint son âge d'or au Ier siècle et surtout au début du IIe siècle, pendant les règnes des empereurs Trajan et Hadrien, qui sont peut-être tous deux nés dans la cité, le premier en 53 et le deuxième en 76. Trajan est fréquemment, mais par erreur, désigné comme étant le premier empereur d'origine provinciale, alors qu'il est issu d'une famille italienne établie dans une province.
À l'époque impériale, les familles italiennes restent très majoritaires dans la cité d'Italica. Les pères respectifs des deux empereurs, Marcus Ulpius Traianus et Publius Aelius Hadrianus Afer, sont nés à Italica, respectivement vers 25-30 et vers 46. Les ancêtres de Trajan, les Ulpii, sont originaires de Todi en Ombrie, et sont peut-être arrivés plus tardivement en tant que civils à la fin du Ier siècle av. J.-C. tandis que les ancêtres d'Hadrien, les Aelii, sont originaires de Hadria dans le Picenium. Publius Acilius Attianus, haut chevalier puis sénateur romain, préfet du prétoire à la fin du règne de Trajan et au début du règne de Hadrien, est lui aussi né à Italica.

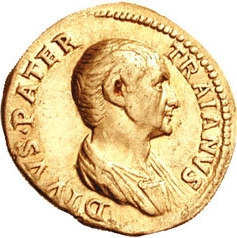
Aureus avec un portrait de Marcus Ulpius Traianus, vers 115 après sa déification par son fils.
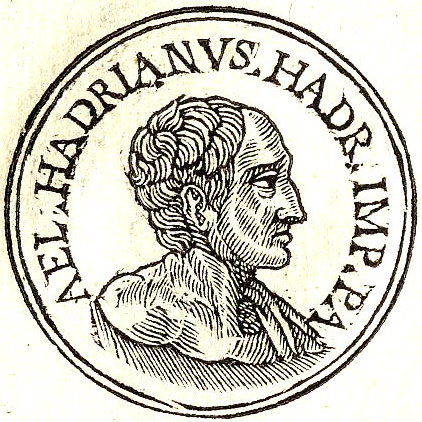
Publius Aelius Hadrianus Afer depuis Promptuarii Iconum Insigniorum
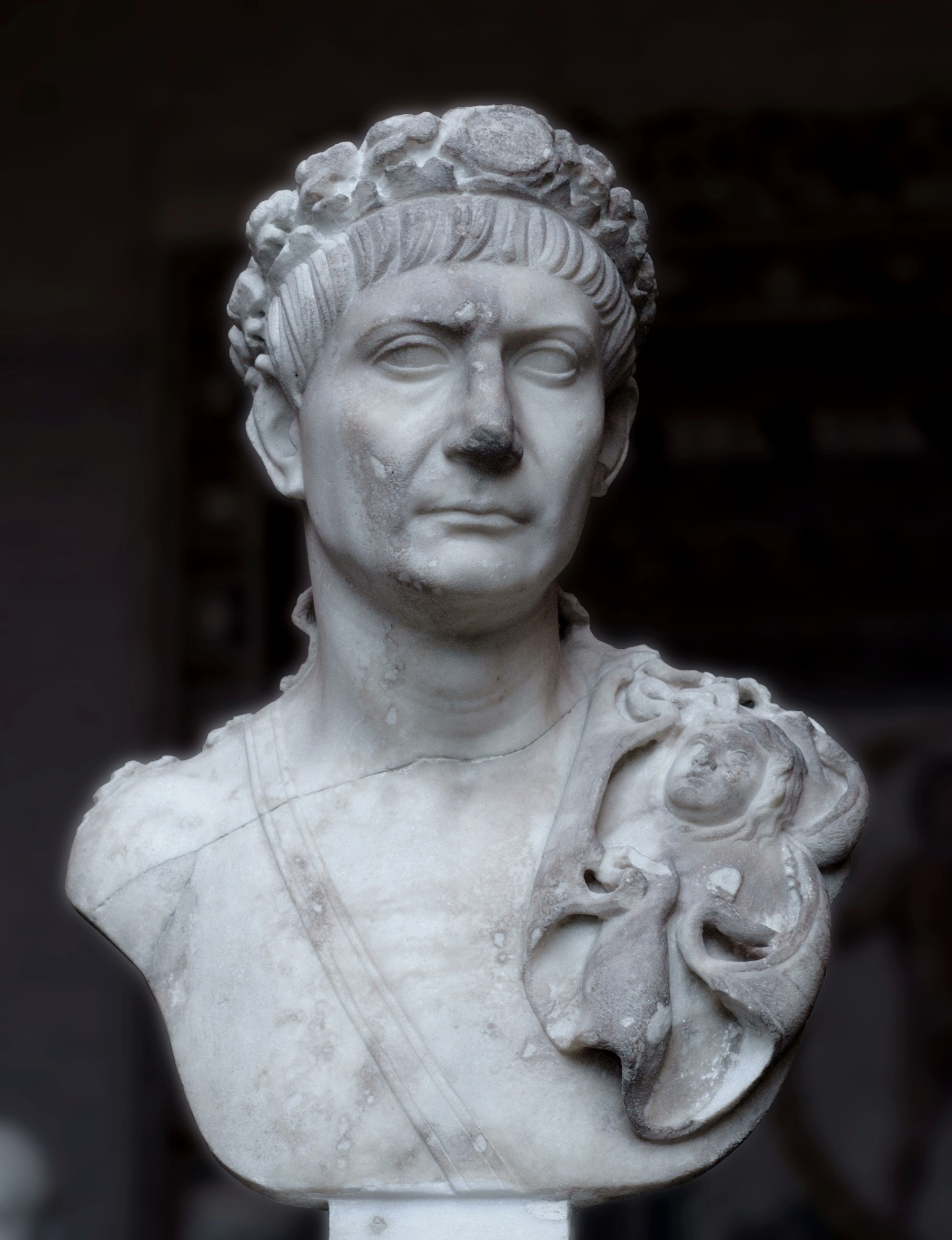
Buste de l'empereur Trajan (98 - 117)
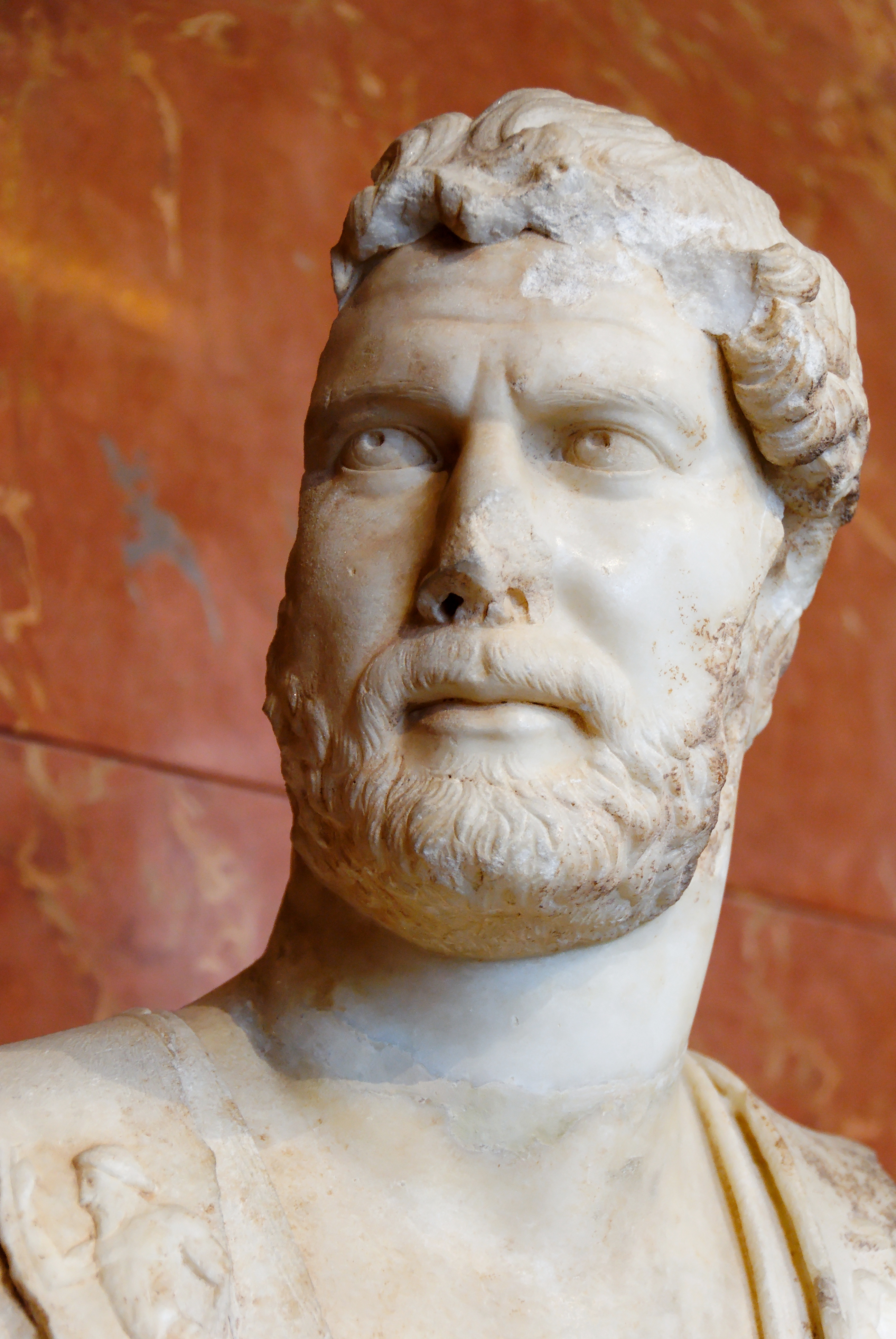
Buste de l'empereur Hadrien (117 - 138)

L'accession à l'Empire de deux représentants des familles installées à Italica renforce le prestige incontestable que cette très ancienne colonie avait déjà à Rome. Les deux empereurs doivent certainement en grande partie leur ascension à l'importante pression du groupe hispanique existant dans le Sénat romain depuis au moins l'époque de Claude et Néron,,.

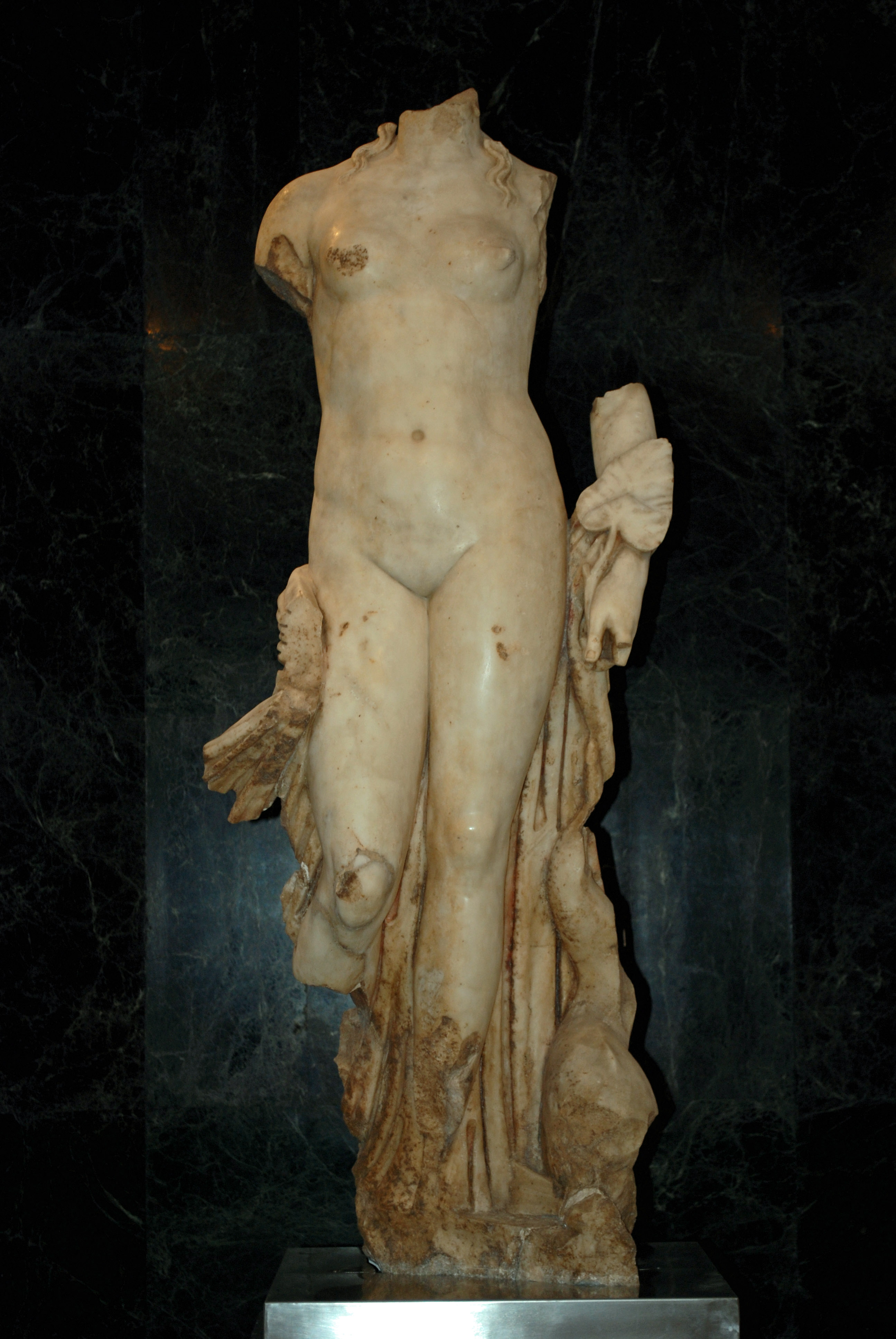
Venus d'Italica.

Sous Hadrien, Italica demande et obtient le statut de colonie. Les deux empereurs sont particulièrement généreux avec leur ville natale, en l'agrandissant et en revitalisant son économie. Hadrien fait construire la nova urbs, la ville nouvelle, mais les travaux ont peut-être commencé sous son prédécesseur. De larges rues et de grands blocs d'habitats sont planifiés, ainsi qu'un grand réseau d’infrastructures dont les thermes et un aqueduc, ainsi que plusieurs grands bâtiments publics. L'amphithéâtre est l'un des cinq plus grands de tout l'Empire romain avec une capacité de 25 000 spectateurs. Italica abrite probablement une population de 8 000-10 000 personnes et l'amphithéâtre a donc été probablement utilisé pour mettre en scène des spectacles pour la région entière. Du règne d'Hadrien date la Venus d'Italica, aujourd'hui exposée au musée archéologique de Séville.
Les familles d'Italica perdent leur influence à Rome à partir du IIIe siècle. Cette ville nouvelle a seulement une certaine activité durant les IIe et IIIe siècles, puis est abandonnée pendant le IVe siècle. C'est cette partie qui constitue actuellement la zone archéologique d'Italica. Un autre facteur qui aurait pu contribuer à l'abandon de la cité est le terrain sur lequel la ville est construite, composé d'argile qui a entraîné des mouvements et d'importantes fissures dans les bâtiments.

### Après la fin de l'Empire
La vieille ville (vetus urbs) se situe sous le centre actuel de Santiponce, et cette partie a plus de continuité, durant l'Antiquité tardive et sous le royaume wisigoth jusqu'à l'époque musulmane.
De nombreux vestiges de cette époque, comme ses remparts, ont été restaurés par le roi wisigoth Léovigild en l'an 583,, dans le cadre de sa lutte contre Herménégilde. Un autre exemple de cette survie et ce prestige, au moins jusqu'à la fin du VIIe siècle, est la présence d'évêques de la ville dans divers conciles chrétiens, le dernier attesté est un certain Cuniuldo au XVIe Concile de Tolède en l'an 693.
La cité d'Italica est encore attestée à l'époque musulmane, lorsque plusieurs auteurs arabes mentionnent le nom de « Talikah / Taliqa ». Il faut attendre le XIIe siècle pour que le site soit assurément abandonné, étant alors appelé par les chrétiens « Campos de Tal(i)ca » ou encore « Sevilla la Vieja ».

## Site archéologique

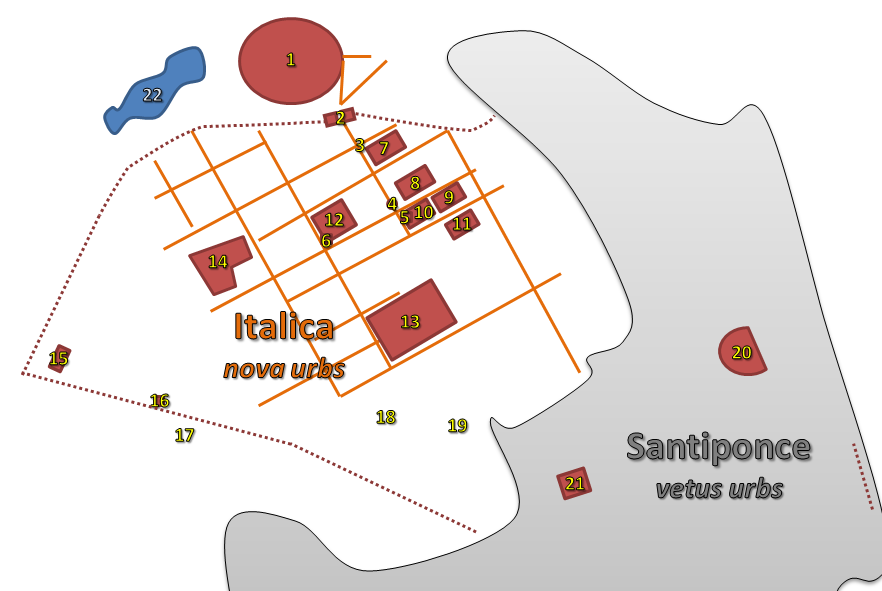
Plan schématique du site archéologique d'Italica.

Sur le site archéologique, on retrouve :
- la porte nord des remparts (2)
- des voies et des égouts (3 et 4)
- l'amphithéâtre (1)
- le théâtre (20, situé à l'extérieur du site, dans la ville de Santiponce)
- le temple de Trajan (ou Traianeum) et la place publique (13)
- les thermes
  - les thermes majeurs (14)
  - les thermes mineurs (21, situées à l'extérieur du site, dans la ville de Santiponce)
  - un probable autre édifice thermal (18)
- les aqueducs
  - celui du Ier siècle
  - celui d'Hadrien (16)
  - et la citerne ouest (15)
- différents bâtiments
  - l'édifice de l'Exèdre (7, Edificio de la Exedra / Exedra Building)
  - l'édifice de la Mosaïque de Neptune (8, Edificio del mosaico de Neptuno / Neptune Mosaic Bulding)
  - la maison du Patio Rhodien (9, Casa del Patio Rodio / House of Rhodian Courtyard)
  - la maison d'Hylas (11, Casa de Hylas / House of Hylas)
  - la maison des Oiseaux (10, Casa de los Pájaros / House of the Birds)
  - la maison du Planétarium (12, Casa del Planetario / House of the Planetarium)
  - des fours à pain (5 et 6)
- une probable nécropole (17)
- un quartier résidentiel (19)

Aujourd'hui, un lac (22) se situe près de l'amphithéâtre.

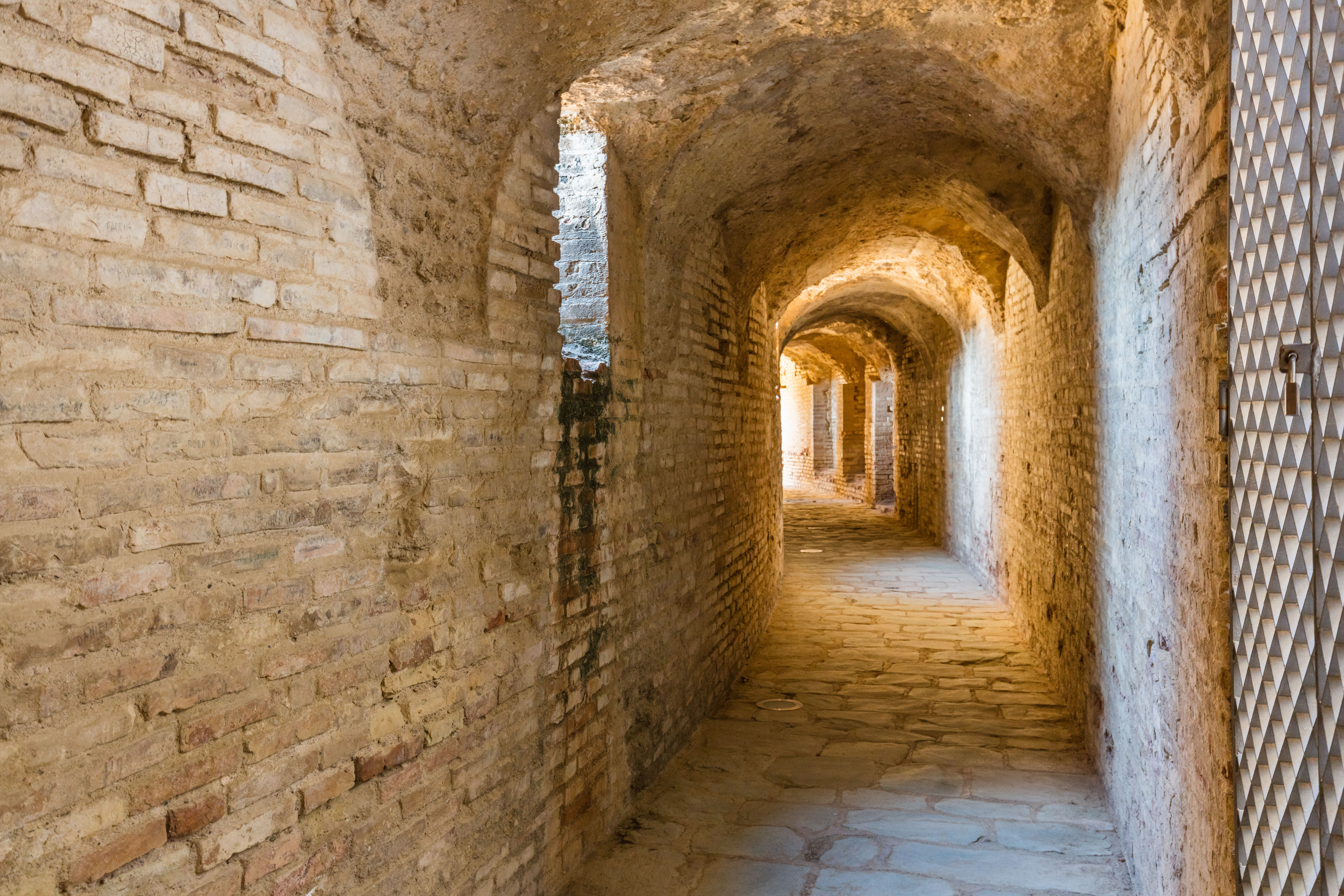
Couloir de l'amphithéâtre.
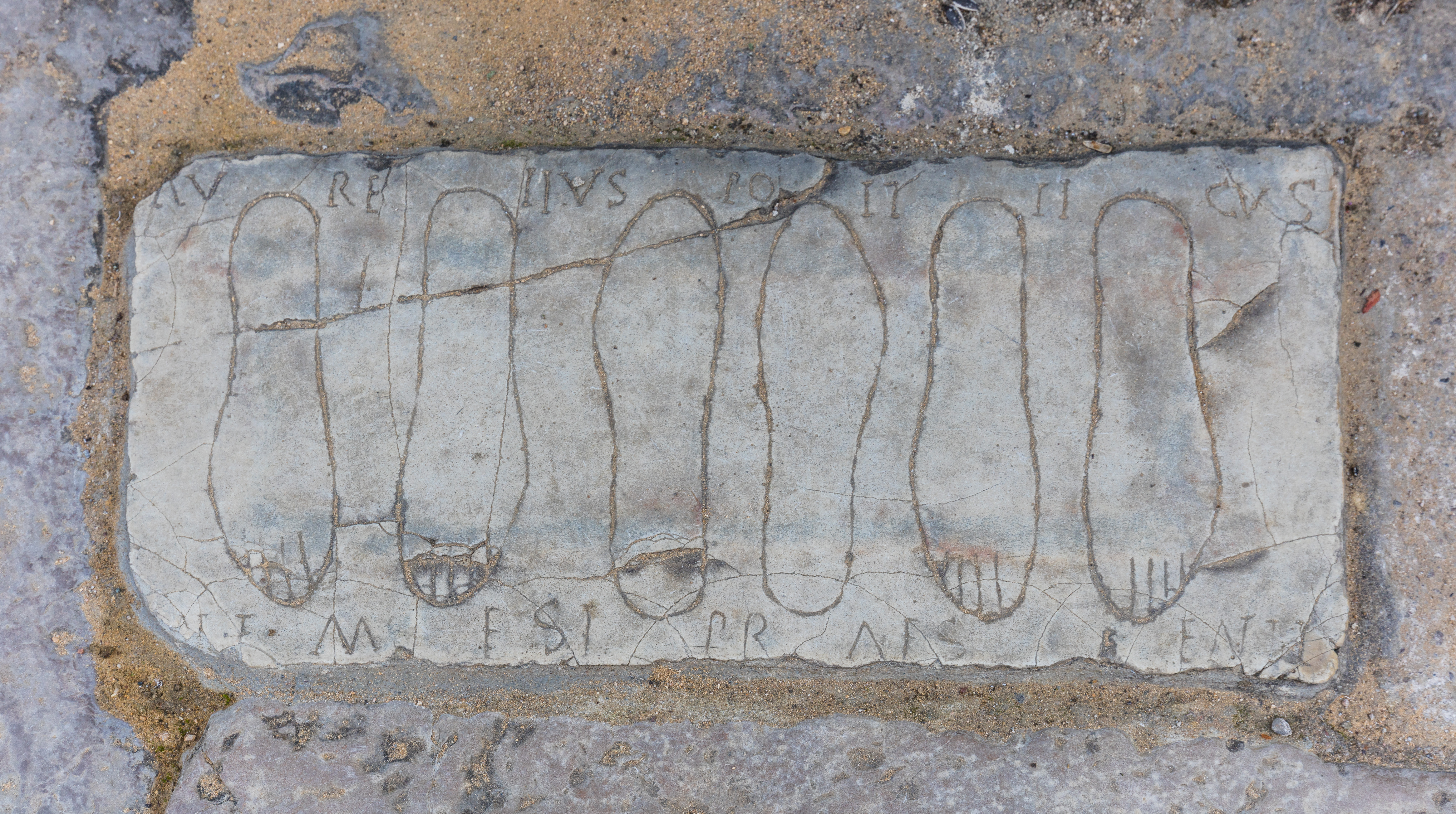
Tablette votive à l'entrée de l'amphithéâtre dédiée à Némésis.
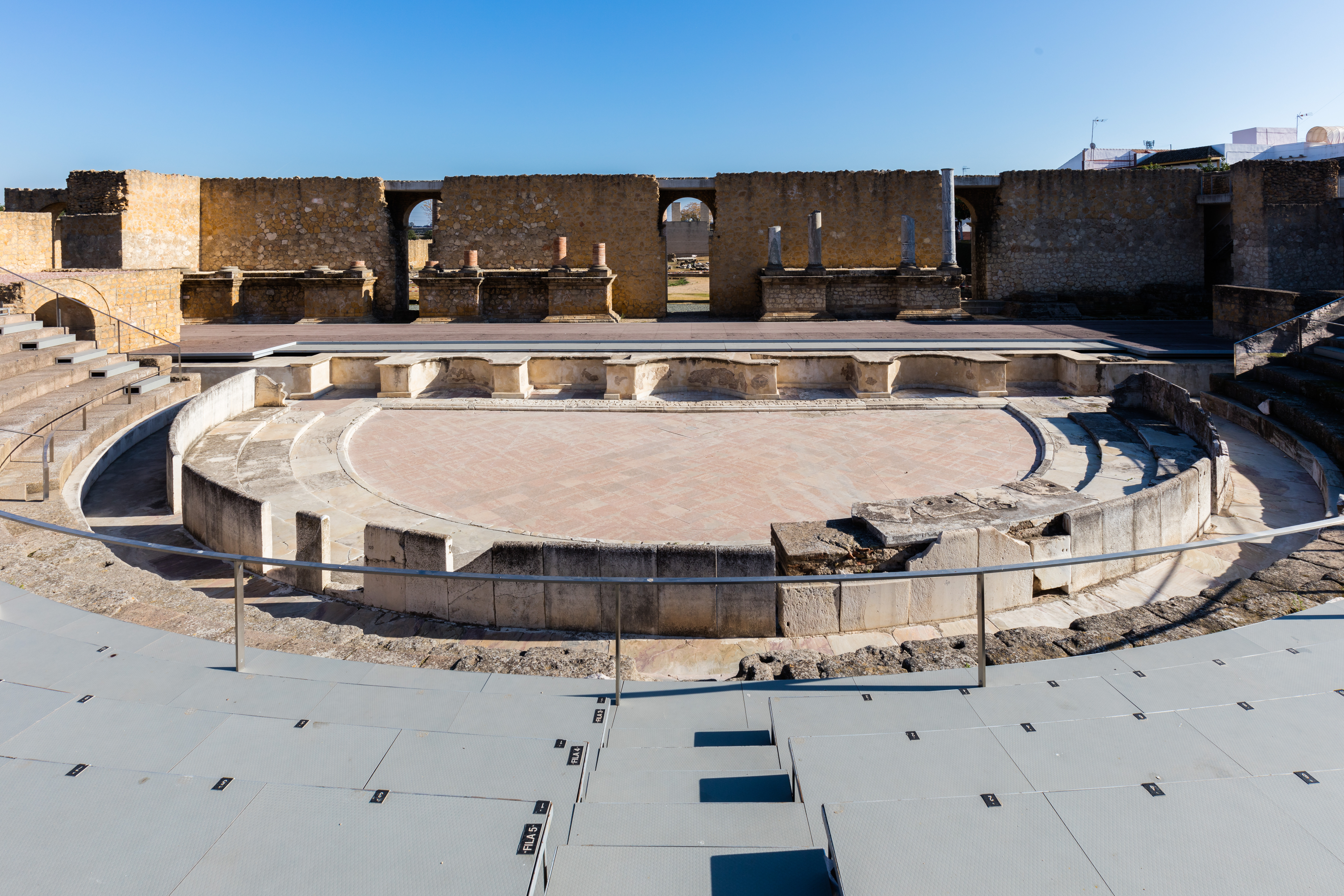
Vue du théâtre.
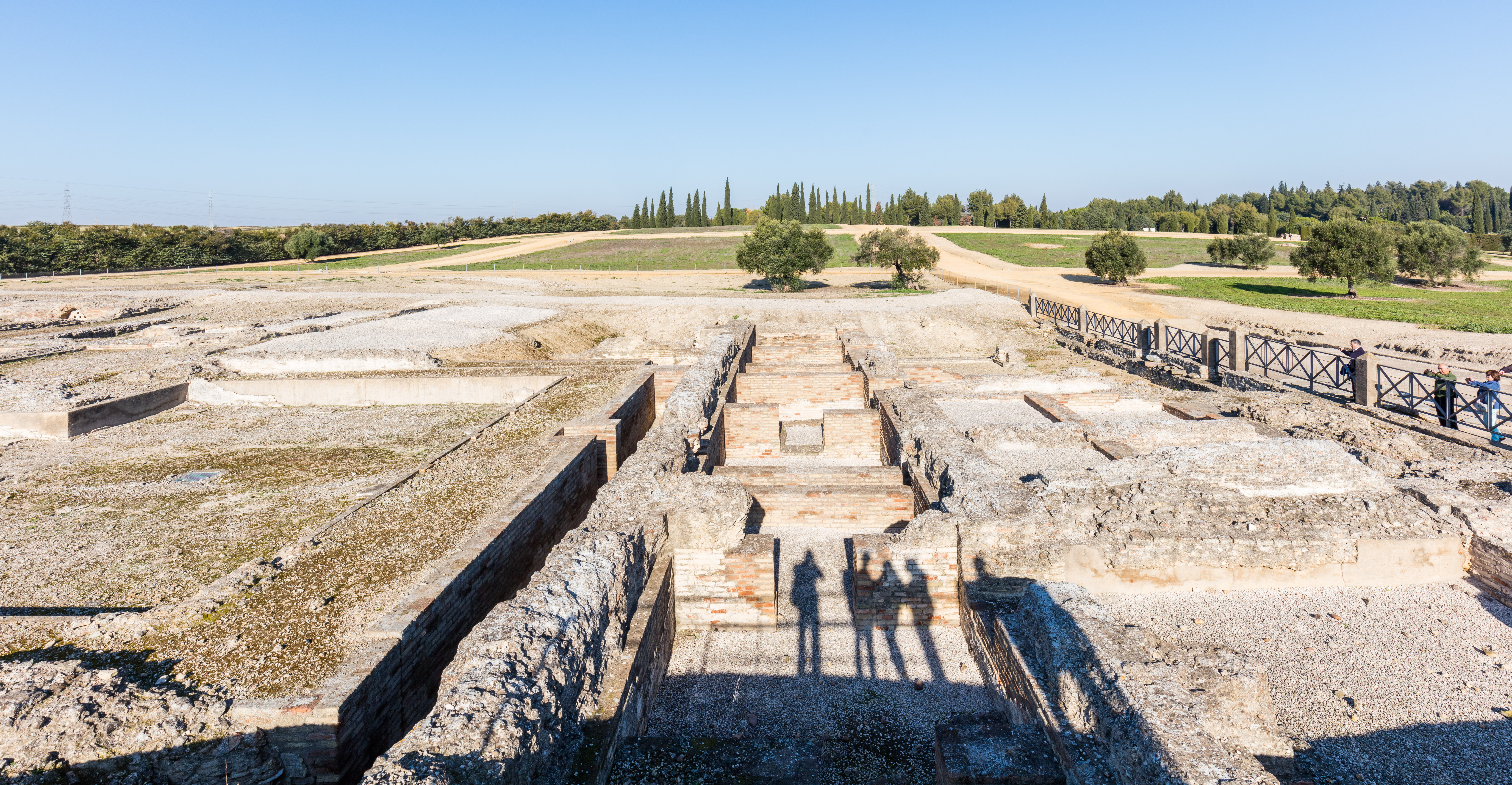
Vue des ruines des thermes majeurs.
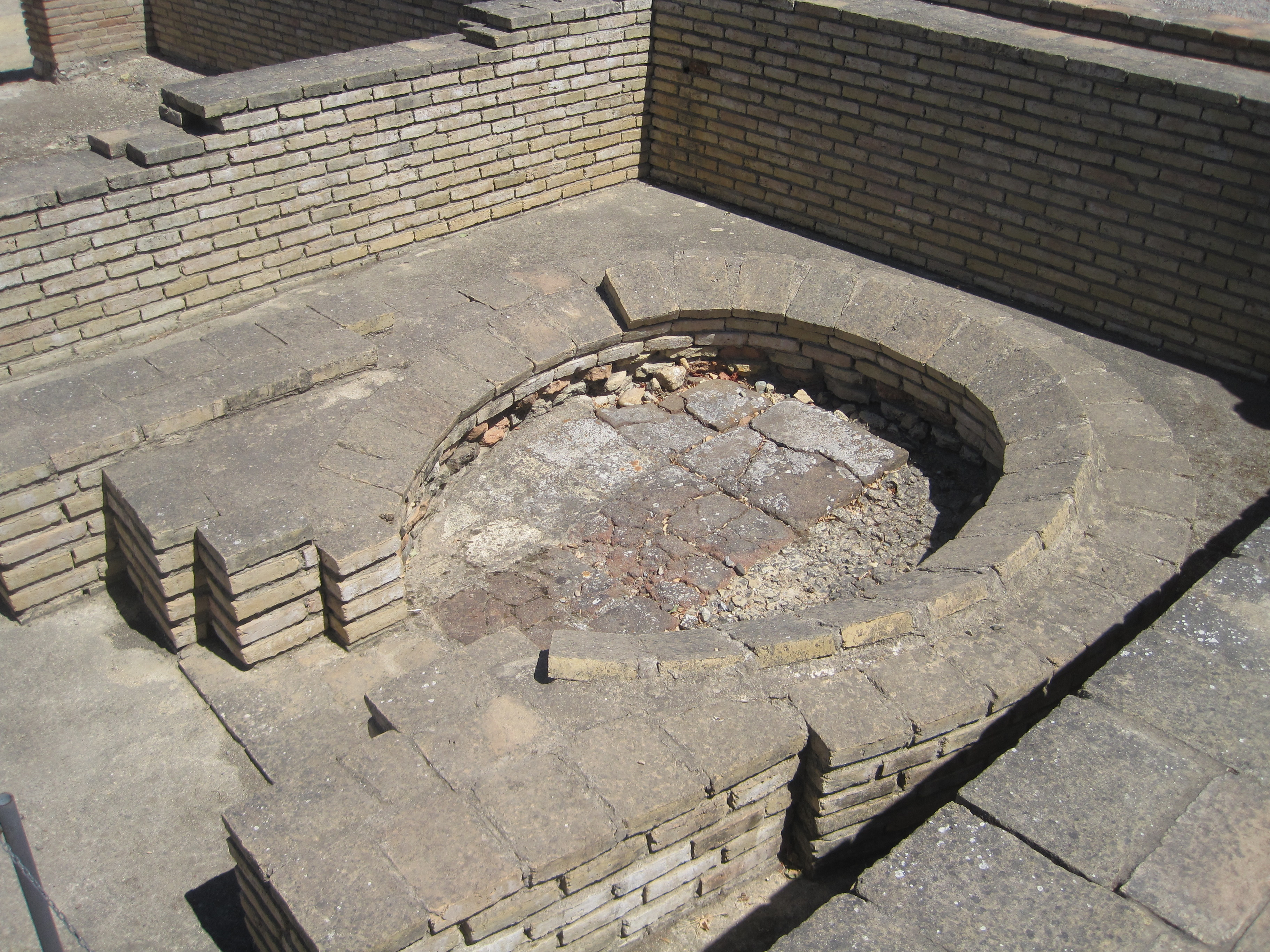
Vue partielle des ruines des thermes mineurs.
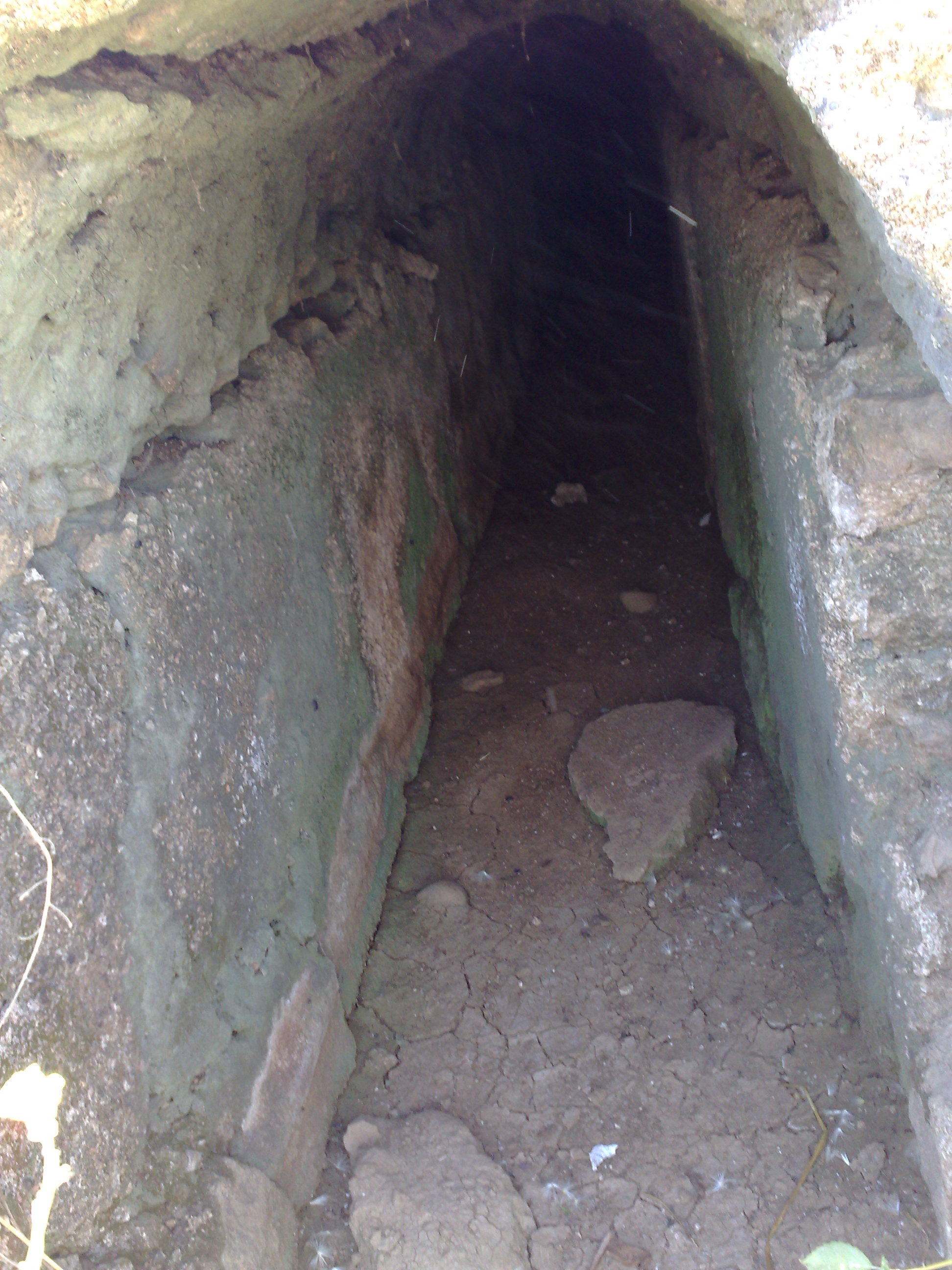
Conduite de l'aqueduc d'Hadrien.
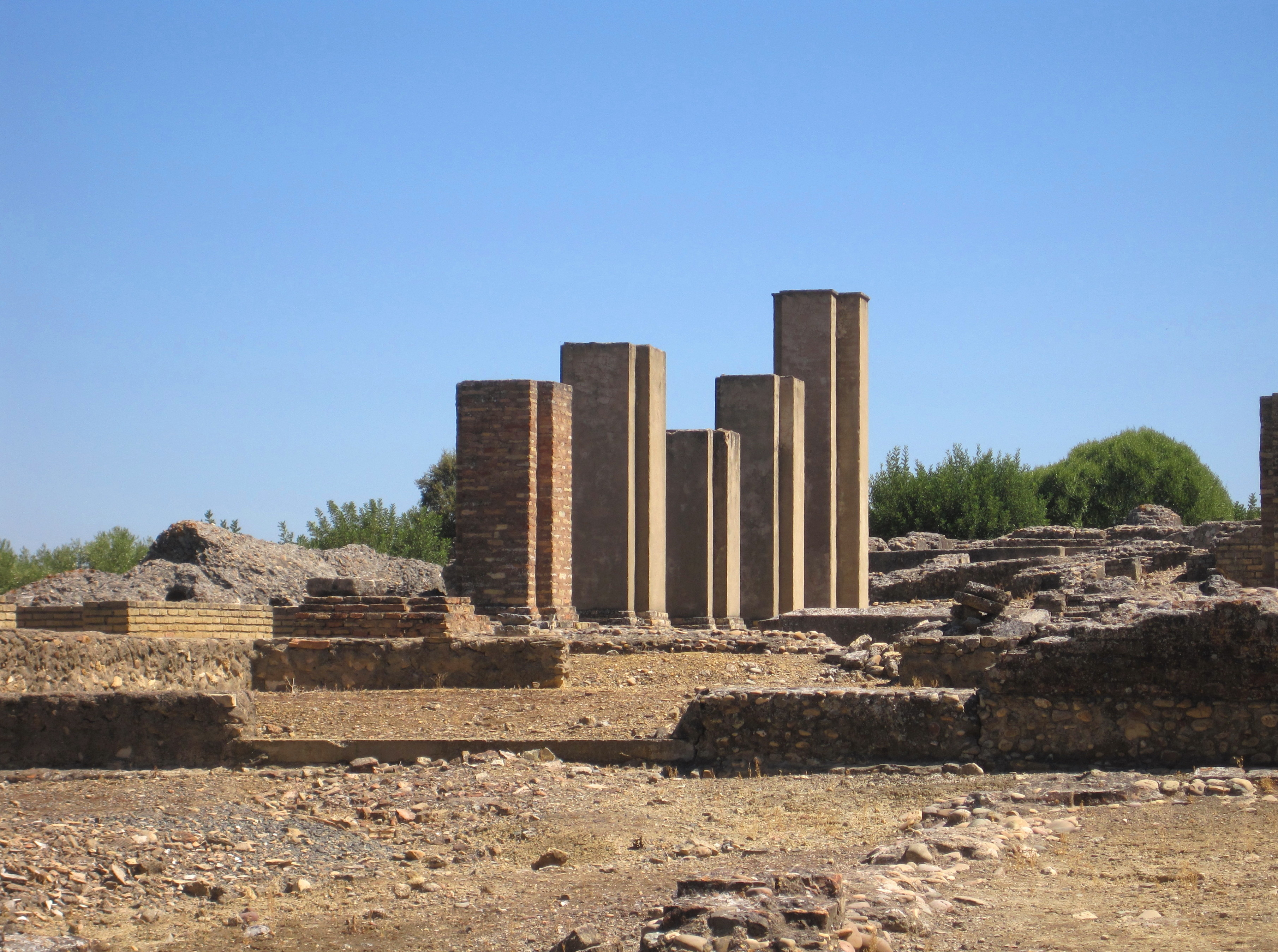
Ruines de l'édifice de l'Exèdre.
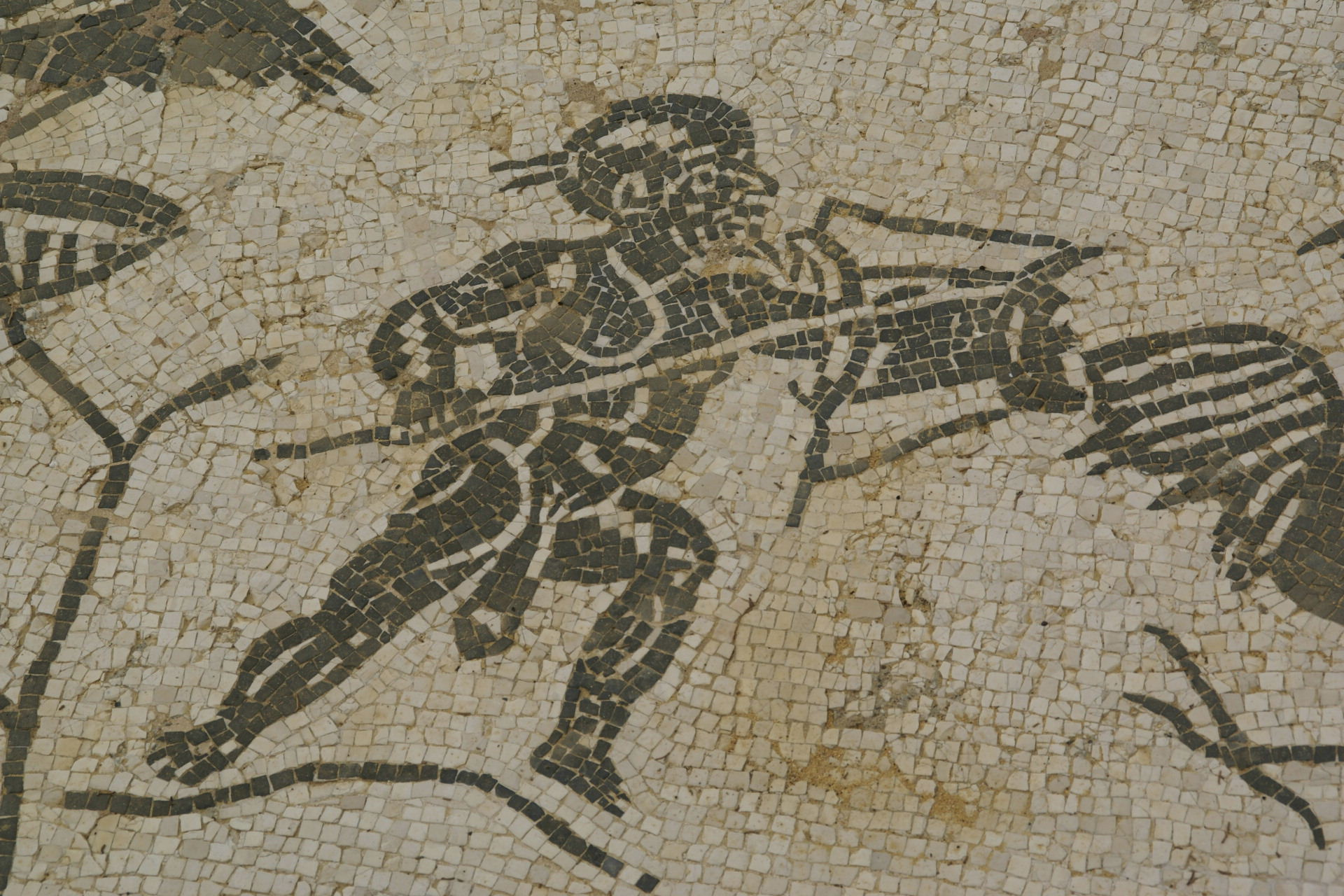
Détail d'une mosaïque de l'édifice de la Mosaïque de Neptune.
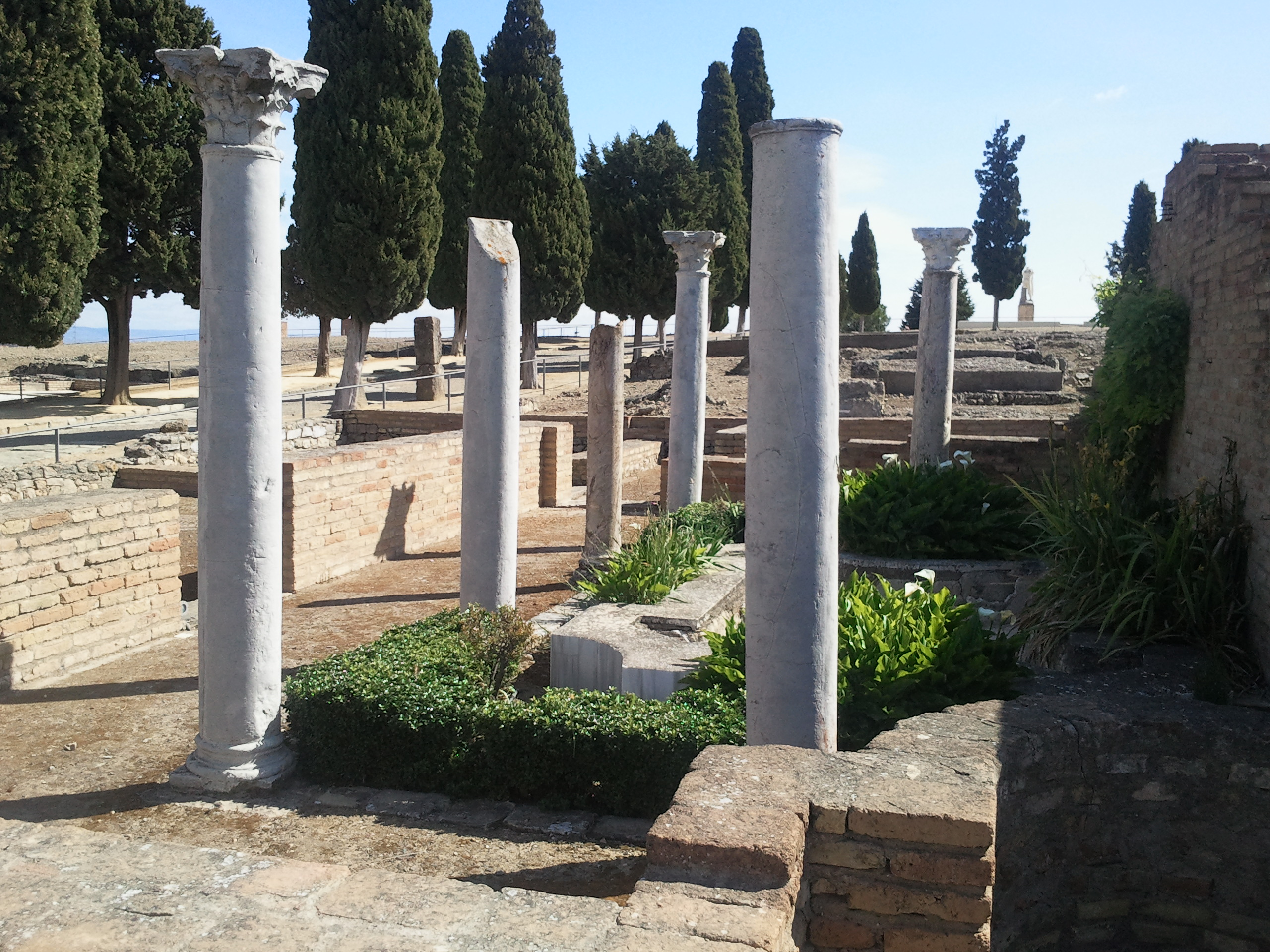
Reconstruction de la maison des Oiseaux.
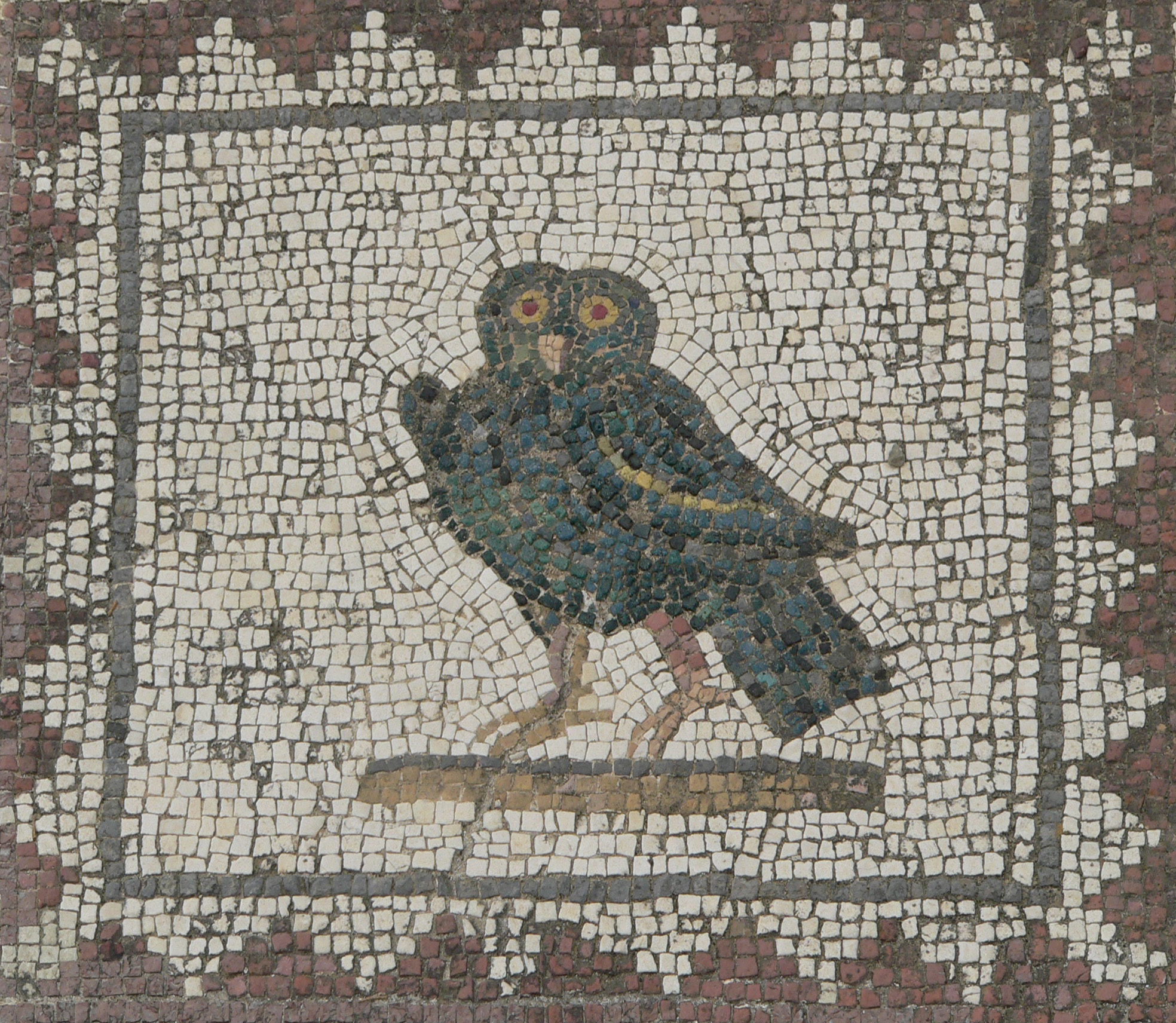
Détail d'une mosaïque de la maison des Oiseaux.
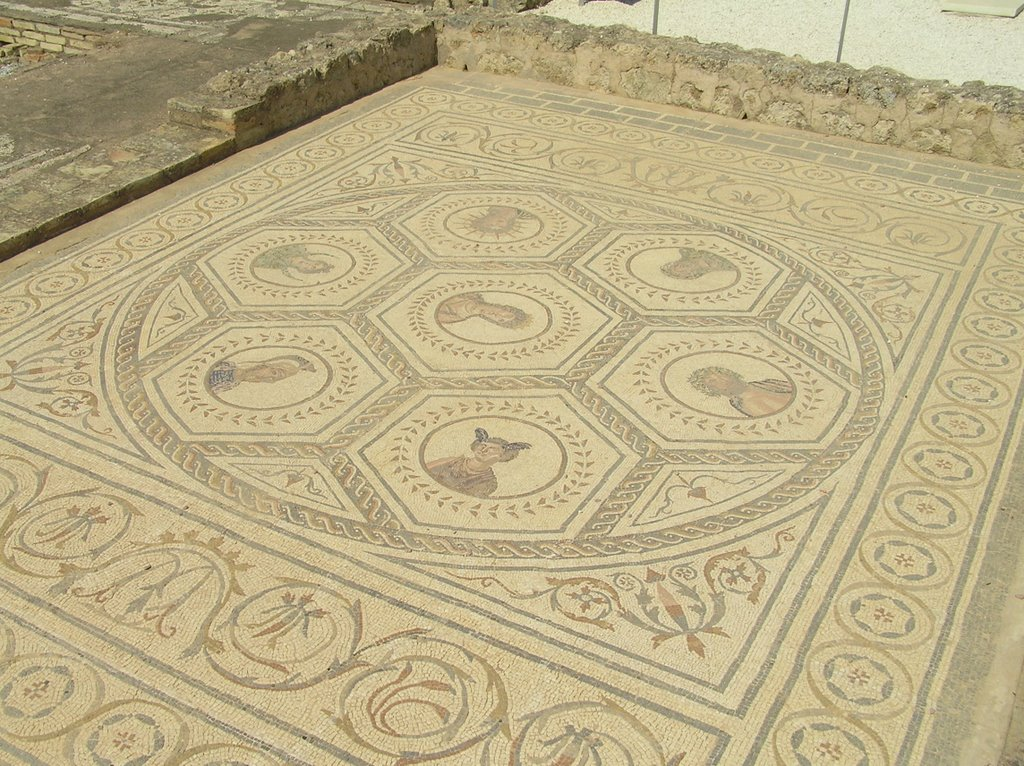
Mosaïque de la maison du Planétarium.
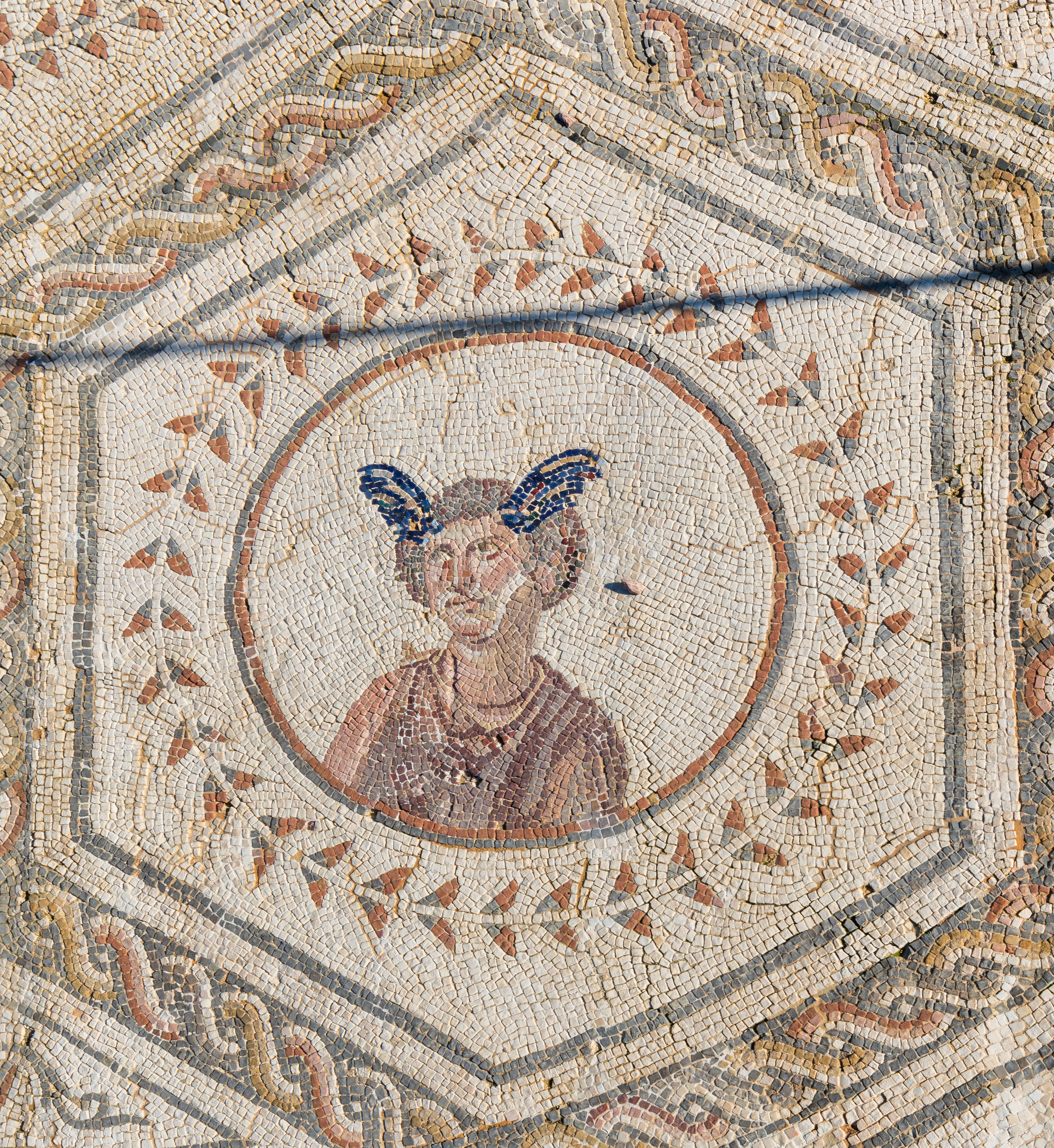
Autre mosaïque de la maison du Planétarium.
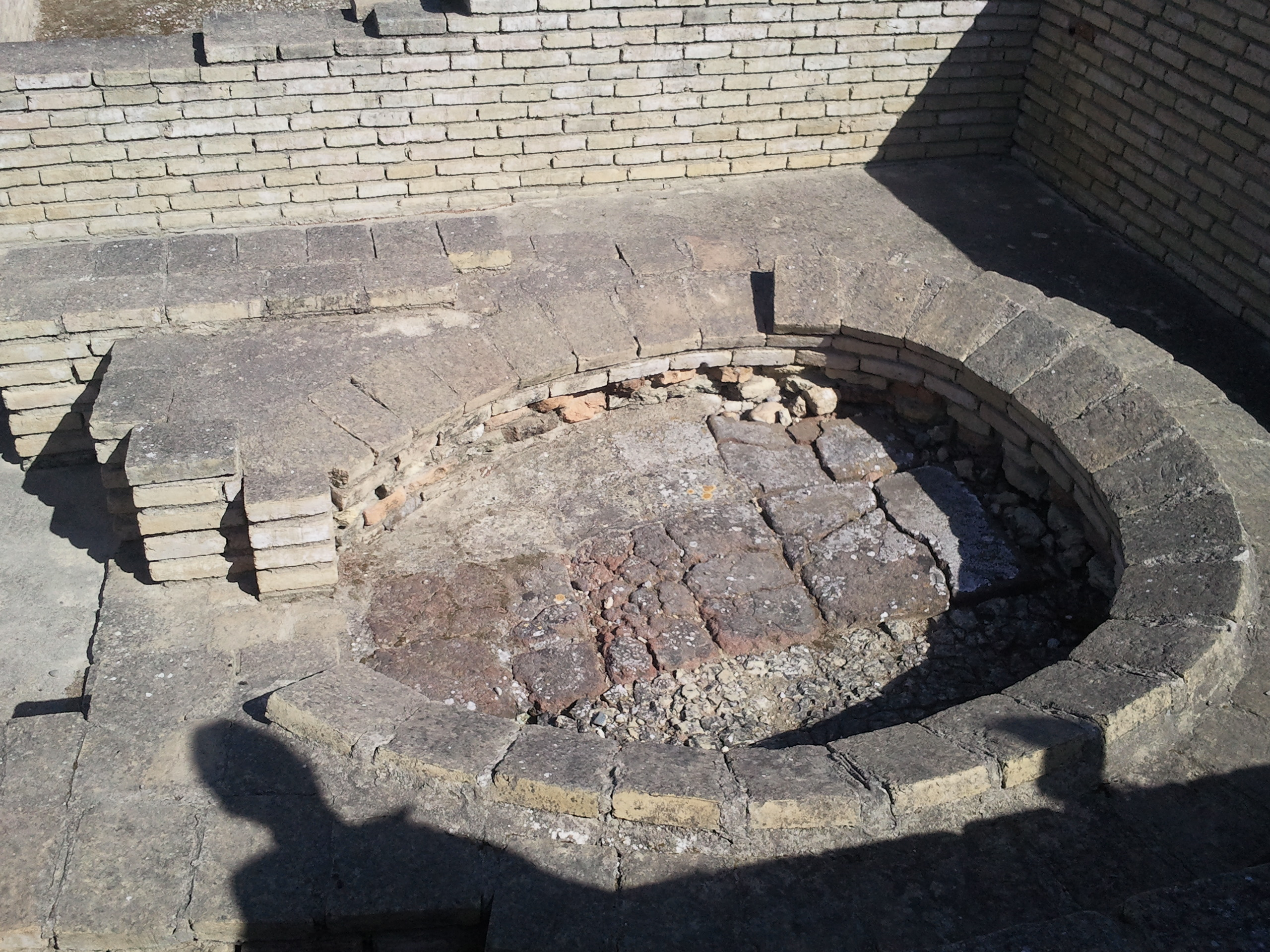
Vestiges d'un four à pain.
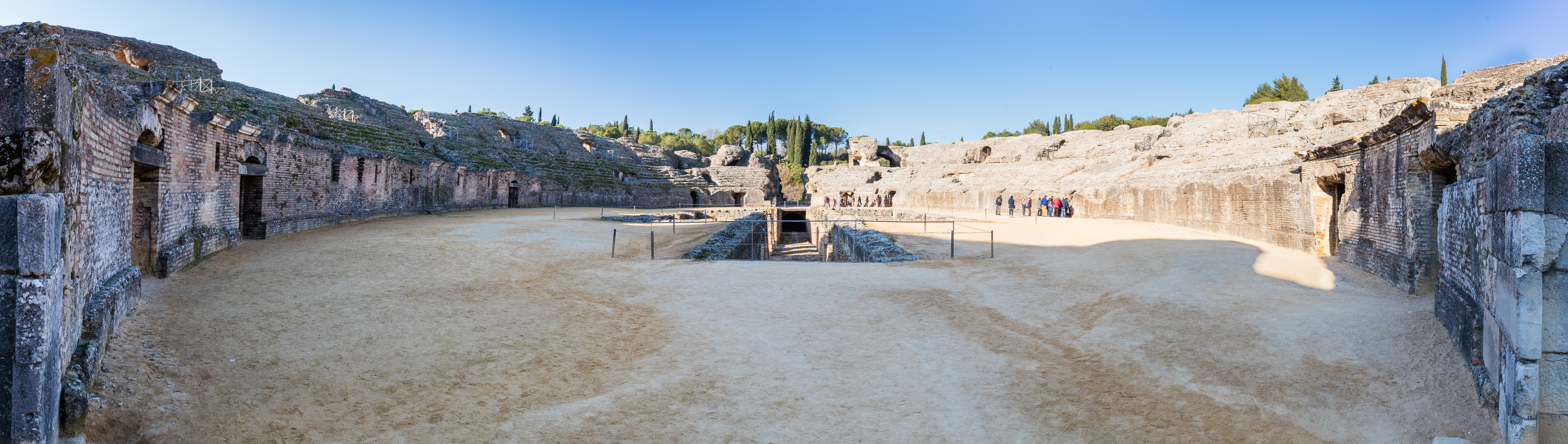
Panorama de l'intérieur de l'arène de l'amphithéâtre.